# Aufschießer
Ein Aufschießer ist ein Segelmanöver, bei dem ein in Fahrt befindliches Boot in den Wind gesteuert wird, um es zum Stillstand zu bringen. Dieses Manöver eignet sich daher zum Aufnehmen einer Person im Rahmen eines Mann-über-Bord-Manövers oder zum Anlegen an einem Pier. Es ist die einzige Möglichkeit, ein Segelboot rasch zu stoppen. 

Segelmanöver: Aufschießer

Segelmanöver: Nahezu-Aufschießer

Die Segelmanöver Aufschießer und Nahezu-Aufschießer im Vergleich

## Aufschießer

### Vorgang
Ein Segelboot hat keine Bremsen. Um es trotzdem an einer gewünschten Stelle (beispielsweise Steg oder Boje) zum Stehen zu bringen, steuert der Rudergänger einen gedachten Punkt an, der etwa drei bis vier Bootslängen von der Stoppstelle entfernt genau in Lee liegt. An diesem Punkt werden die Schoten losgeworfen; der Steuermann legt Ruder und steuert direkt auf die Stoppstelle zu.
Dadurch, dass der Wind jetzt genau von vorne kommt, killen (flattern) die Segel, das Boot hat keinen Vortrieb mehr und wird durch die Reibungskraft des Wassers und durch den Gegenwind gebremst. Das Boot legt noch die oben erwähnten ca. drei bis vier Bootslängen Auslaufstrecke auf „Kurs im Wind“ zurück, bis es an der Stoppstelle stehen bleibt. Bei stärkerem Wind ist das Manöver nicht ganz ungefährlich, da der Großbaum unkontrolliert hin und her schlägt und so die Crew verletzen kann. Die Segel längere Zeit killen zu lassen kann sie zudem beschädigen.
Um die Auslaufstrecke bei unterschiedlichen Bedingungen richtig einzuschätzen, ist einiges an Erfahrung notwendig, da sie von mehreren Faktoren beeinflusst wird:

### Faktoren für die Länge der Auslaufstrecke
- Größe und Gewicht des Bootes: je größer und schwerer das Boot ist, desto länger ist aufgrund der größeren Massenträgheit die Auslaufstrecke.
- Stärke des Windes und Höhe des Wellengangs: je stärker der Wind und je höher der Wellengang ist, desto kürzer ist die Auslaufstrecke. Wind und Wellen kommen von vorne und bremsen das Boot.
- Ruderlage beim Aufschießen: je härter Ruder gelegt wird, desto mehr wird das Boot bei der Drehung abgebremst, und desto kürzer ist die Auslaufstrecke.

## Nahezu-Aufschießer
Während ein Segelboot bei ruhigem Wasser relativ problemlos an einer bestimmten Stelle zum (vorübergehenden) Stillstand gebracht werden kann, ist dies bei hohem Seegang schwierig bis unmöglich. Für diesen Fall gibt es eine modifizierte Variante des Aufschießers, den Nahezu-Aufschießer.
Hierbei werden das Loswerfen der Schoten und die Ruderlage nicht wie beim Aufschießer drei bis vier Bootslängen genau in Lee der Stoppstelle eingeleitet, sondern schon etwa drei Bootslängen davor. Dadurch nähert sich das Boot der Stoppstelle mit killenden Segeln auf einem Am-Wind-Kurs.

### Vorteile des Nahezu-Aufschießers
- Reicht die Fahrt des Bootes nicht aus, um bis zur Stoppstelle zu gelangen (das Boot „verhungert“), kann durch kurzes Dichtholen der Schoten wieder etwas mehr Fahrt aufgenommen und so das Ziel erreicht werden.
- Beim Mann-über-Bord-Manöver gibt es durch die Schrägstellung des Bootes zum Wind eine klar definierte Luv- und Leeseite. Dies gibt dem Schiffsführer die Möglichkeit, den Überbordgefallenen wahlweise in Luv oder in Lee zu bergen. Beide Seiten haben Vor- und Nachteile (siehe Mann-über-Bord-Manöver).
- Bessere Sicht zum Ziel
- Bei missglücktem Manöver ist die Ablegerichtung eindeutig festgelegt
- Schoten der killenden Fock verhaken sich nicht so leicht